# اورتا قره‌باغ (بولوادین)
اورتا قره‌باغ (به ترکی استانبولی: Ortakarabağ) یک منطقهٔ مسکونی در ترکیه است که در بولوادین واقع شده‌است.